# Radostin Kischischew
Radostin Prodanow Kischischew (bulgarisch Радостин Проданов Кишишев, wiss. Transliteration Radostin Prodanov Kišišev; * 30. Juni 1974 in Burgas) ist ein ehemaliger bulgarischer Profifußballspieler und späterer -trainer.

## Spielerkarriere
Der erste Profiverein des defensiven Mittelfeldspielers war der FC Tschernomorez Burgas. 1995 wechselte er zu Neftochimik Burgas. 1997 ging es in die Türkei zu Bursaspor. 1998 wechselte der Bulgare wieder zurück in seine Heimat zu Litex Lowetsch. Von Anfang der Saison 2000/2001 bis 2007 spielt er in England bei Charlton Athletic. Danach wurde er an Leeds United verliehen und ein Jahr später von Leicester City verpflichtet. Nach einem weiteren Leihengagement in Leeds wechselte er wieder zurück in die Heimat zu Litex Lowetsch.
Im Juli 2011 wechselte Kischischew zu seinem Jugendverein FC Tschernomorez Burgas in sein Heimatland zurück. Nach der Saison 2011/12 beendende Kischischew seine Profifußballkarriere.
Kischischew spielte 88 Mal im bulgarischen Fußballnationalteam.

## Trainerkarriere
Nach dem Ende seiner aktiven Laufbahn arbeitete Kischischew als Fußballtrainer. In der Saison 2014/15 betreute er zunächst den FC Wereja Stara Sagora in der B Grupa. Von April bis August 2015 war er Cheftrainer des FK Neftochimik.

## Erfolge
- Teilnahme an der Fußball-EM 1996 in England (2 Einsätze/2 Gelbe Karten)
- Teilnahme an der Fußball-WM 1998 in Frankreich (3 Einsätze/1 Gelbe Karte)
- bulgarischer Meister mit Litex Lowetsch 1999
- bulgarischer Vize-Meister mit Neftochimik 1997